# Messerschmitt Me 334
Il Messerschmitt Me 334 era un aereo da caccia con motore in configurazione spingente progettato da Alexander Lipisch e prodotto dall'azienda tedesca Messerschmitt AG negli anni quaranta. Il velivolo non venne mai avviato in produzione.

## Storia del progetto
Era un aereo relativamente piccolo in configurazione spingente monomotore e senza piani di coda, che poteva montare due mitragliatrici da 13 mm. Venne progettato da Alexander Lippisch, capo della "divisione L" Lippisch progettò varie versioni del Me 334, tra cui una con il motore a pistoni e una con il motore a razzo. Dopo lo scioglimento della "divisione L", il 28 aprile 1943 Lippisch si trasferì a Vienna segnando la fine del progetto.

## Tecnica
L'ala è quella del Me 163B mentre la fusoliera è stata pesantemente modificata tanto che non ci sono i piani di coda. Il timone invece è stato posizionato nella parte inferiore della fusoliera anche per migliorare la visibilità posteriore. Le ali formavano un angolo di 23,4 gradi con la fusoliera. Avendo il motore nella parte posteriore, il radiatore era installato nel muso del velivolo. L'elica aveva un diametro di 3 m